# Alleanza per l'Italia
Alleanza per l'Italia (API) är ett italienskt liberalt och centristiskt parti, som grundades den 11 november 2009 av Francesco Rutelli, Bruno Tabacci och Lorenzo Dellai. Partiet bildades som en motreaktion till premiärminister Silvio Berlusconis parti Frihetens folk och det största oppositionspartiet Demokratiska partiet.
I Europaparlamentet har partiet ett mandat, som ingår i Gruppen Alliansen liberaler och demokrater för Europa (ALDE). Partiet tillhör Europeiska demokratiska partiet (EDP).